# هيكاري إيشيدا
هيكاري إيشيدا (باليابانية: 石田ひかり؛ بالكانا: いしだ ひかり) هي مغنية وممثلة يابانية، ولدت في 25 مايو 1972 في طوكيو في اليابان.

## وصلات خارجية
- هيكاري إيشيدا على موقع IMDb (الإنجليزية)
- هيكاري إيشيدا على موقع ألو سيني (الفرنسية)
- هيكاري إيشيدا على موقع ميوزك برينز (الإنجليزية)
- هيكاري إيشيدا على موقع أول موفي (الإنجليزية)
- هيكاري إيشيدا على موقع قاعدة بيانات الفيلم (الإنجليزية)
- هيكاري إيشيدا على موقع كينوبويسك (الروسية)